# Bryan Cook
Bryan Cook (Cincinnati, Ohio, 7 de septiembre de 1999) es un jugador profesional estadounidense de fútbol americano, se desempeña en la posición de safety en Kansas City Chiefs, en la National Football League (NFL).

## Carrera
Fue seleccionado en la Reunión Anual de Selección de Jugadores de la NFL de 2022. Hizo su debut profesional con el equipo Kansas City Chiefs, lleva jugando dos temporadas.